# Емануела Брузаті
Емануела Брузаті (італ. Emanuela Brusati; нар. 19 квітня 1973) — колишня італійська тенісистка.
Найвищу одиночну позицію світового рейтингу — 274 місце досягла 9 травня 1994, парну — 211 місце — 17 червня 1996 року.
Здобула 2 одиночні та 6 парних титулів.

## Фінали ITF
| турніри $25,000 |
| турніри $10,000 |

### Одиночний розряд: 4 (2–2)
| Результат | Ранг | Дата           | Турнір                              | Покриття | Суперниця           | Рахунок  |
| --------- | ---- | -------------- | ----------------------------------- | -------- | ------------------- | -------- |
| Перемога  | 1.   | 31 травня 1993 | ITF Брага, Португалія               | Тверде   | Елеонора Аньйолоцці | 6–3, 6–0 |
| Поразка   | 1.   | 7 червня 1993  | ITF Олівейра-де-Аземейш, Португалія | Тверде   | Олів'я Де Камаре    | 3–6, 2–6 |
| Поразка   | 2.   | 11 лютого 1996 | ITF Карвоейру, Португалія           | Тверде   | Алісія Ортуньйо     | 4–6, 3–6 |
| Перемога  | 2.   | 24 серпня 1997 | ITF Катанія, Італія                 | Ґрунт    | Алессія Рісулео     | 6–3, 6–2 |

### Парний розряд: 12 (6–6)
| Результат | Ранг | Дата            | Турнір                    | Покриття | Партнерка            | Суперниці                              | Рахунок       |
| --------- | ---- | --------------- | ------------------------- | -------- | -------------------- | -------------------------------------- | ------------- |
| Поразка   | 1.   | 3 серпня 1992   | ITF Ніколозі, Італія      | Ґрунт    | Германа ді Натале    | Ріта Гранде Лаура Лапі                 | 4–6, 2–6      |
| Перемога  | 1.   | 31 травня 1993  | ITF Брага, Португалія     | Тверде   | Сабріна Жіусту       | Міяко Атака Еміко Такахасі             | 6–2, 3–6, 6–2 |
| Перемога  | 2.   | 23 серпня 1993  | ITF Ла-Спеція, Італія     | Ґрунт    | Крістіна Сальві      | Клара Благова Габріелла Боск'єро       | 7–6, 7–5      |
| Перемога  | 3.   | 29 серпня 1994  | ITF Масса, Італія         | Ґрунт    | Крістіна Сальві      | Вероніка Стеле Сінтія Торторелла       | 7–5, 6–3      |
| Поразка   | 2.   | 11 вересня 1994 | ITF Сполето, Італія       | Ґрунт    | Крістіна Сальві      | Флора Перфетті Габріелла Боск'єро      | 3–6, 4–6      |
| Перемога  | 4.   | 30 липня 1995   | ITF Стамбул, Туреччина    | Тверде   | Марія Паола Дзавальї | Ямаґісі Йоріко Людмила Вармужова       | 7–6(5), 6–3   |
| Поразка   | 3.   | 20 серпня 1995  | ITF Ніколозі, Італія      | Тверде   | Крістіна Сальві      | Наталі Фровлі Дженні Енн Фетч          | 4–6, 3–6      |
| Поразка   | 4.   | 21 січня 1996   | ITF Понтеведра, Іспанія   | Тверде   | Лоранс Буа           | Аннемарі Міккерс Генріетте ван Алдерен | 2–6, 2–6      |
| Перемога  | 5.   | 11 лютого 1996  | ITF Карвоейру, Португалія | Тверде   | Моніка Скартоні      | Аф'є Еверс Флор Віун                   | 6–4, 3–6, 7–5 |
| Поразка   | 5.   | 7 квітня 1996   | ITF Мулен, Франція        | Тверде   | Лоранс Буа           | Джекі Мо Кейрстен Еллі                 | 2–6, 5–7      |
| Перемога  | 6.   | 2 червня 1996   | ITF Стамбул, Туреччина    | Тверде   | Емілі Бонд           | Вікторія Девіс Гелен Крук              | 7–6(4), 6–4   |
| Поразка   | 6.   | 17 серпня 1997  | ITF Катанія, Італія       | Тверде   | Сара Вентура         | Наталі Кахана Мартіне Воссенберґ       | 5–7, 6–4, 4–6 |